# Heliangara
Heliangara is een geslacht van vlinders van de familie dominomotten (Autostichidae), uit de onderfamilie Autostichinae.

## Soorten
- H. erycides Meyrick, 1916
- H. lampetis Meyrick, 1906
- H. macaritis Meyrick, 1910